# Cyril Lukaris
Cyril Lukaris (řec. Κύριλλος Λούκαρις; 13. listopadu 1572, Candia – 27. června 1638, Bospor) byl řecký pravoslavný duchovní, teolog a církevní hodnostář. Byl patriarchou Alexandrie a následně Konstantionopole.
Byl odpůrcem katolicismu a zvláště Brestlitevské unie. Byl v přátelském styku s kalvinistickými a anglikánskými centry v Evropě. Míra vlivu protestantismu na jeho vlastní teologii je předmětem sporů.
Patriarcha byl usmrcen na příkaz sultána Murada IV. Je proto považován za hieromučedníka.
Roku 2009 byl svatořečen.